# Горелкин, Антон Вадимович
Анто́н Вади́мович Горе́лкин (род. 22 января 1982, Кемерово) — российский журналист и политик. Депутат Государственной Думы Федерального Собрания Российской Федерации VII и VIII созывов. Член комитета по информационной политике, информационным технологиям и связи с 5 октября 2016 года, с 2021 года — заместитель председателя комитета, с апреля 2025 года — первый заместитель председателя комитета. C 6 июля 2023 года — председатель правления РОЦИТ. Из-за поддержки российской агрессии во время российско-украинской войны находится под персональными санкциями Евросоюза, Великобритании, США, Канады и ряда других стран.

## Биография
Родился 22 января 1982 года в Кемерово в семье педагогов. Отец — учитель истории в кемеровской школе № 60. Мать — учитель русского языка и литературы в Профессиональном училище № 63 в Кемерово (сейчас — Кузбасский техникум архитектуры, геодезии и строительства).

### Образование
В 1999 году окончил гимназию № 41 города Кемерово. В том же году поступил в Кемеровский государственный университет. В 2004 году окончил университет по специальности «журналистика».
В 2018 году поступил и в 2020 году окончил РАНХиГС по специальности «Государственное и муниципальное управление».

### Журналистская деятельность
С 2003 по 2006 год работал корреспондентом и обозревателем по экономическим вопросам в кемеровской областной газете «Кузнецкий край».
С 2006 по 2011 год — собственный корреспондент ИТАР-ТАСС по Кемеровской области. В 2008 году участвовал в работе над четвёртым выпуском книги «Кузбасс строкой ИТАР-ТАСС» — совместным проектом Кемеровской области и ИТАР-ТАСС при правительстве Российской Федерации.

### В администрации Кемеровской области
С июня 2011 года работал в администрации Кемеровской области в блоке заместителя губернатора по экономике и региональному развитию, возглавлял интернет-группу.
1 августа 2011 года назначен на должность начальника главного управления по работе со СМИ Администрации Кемеровской области.

### Депутат Госдумы

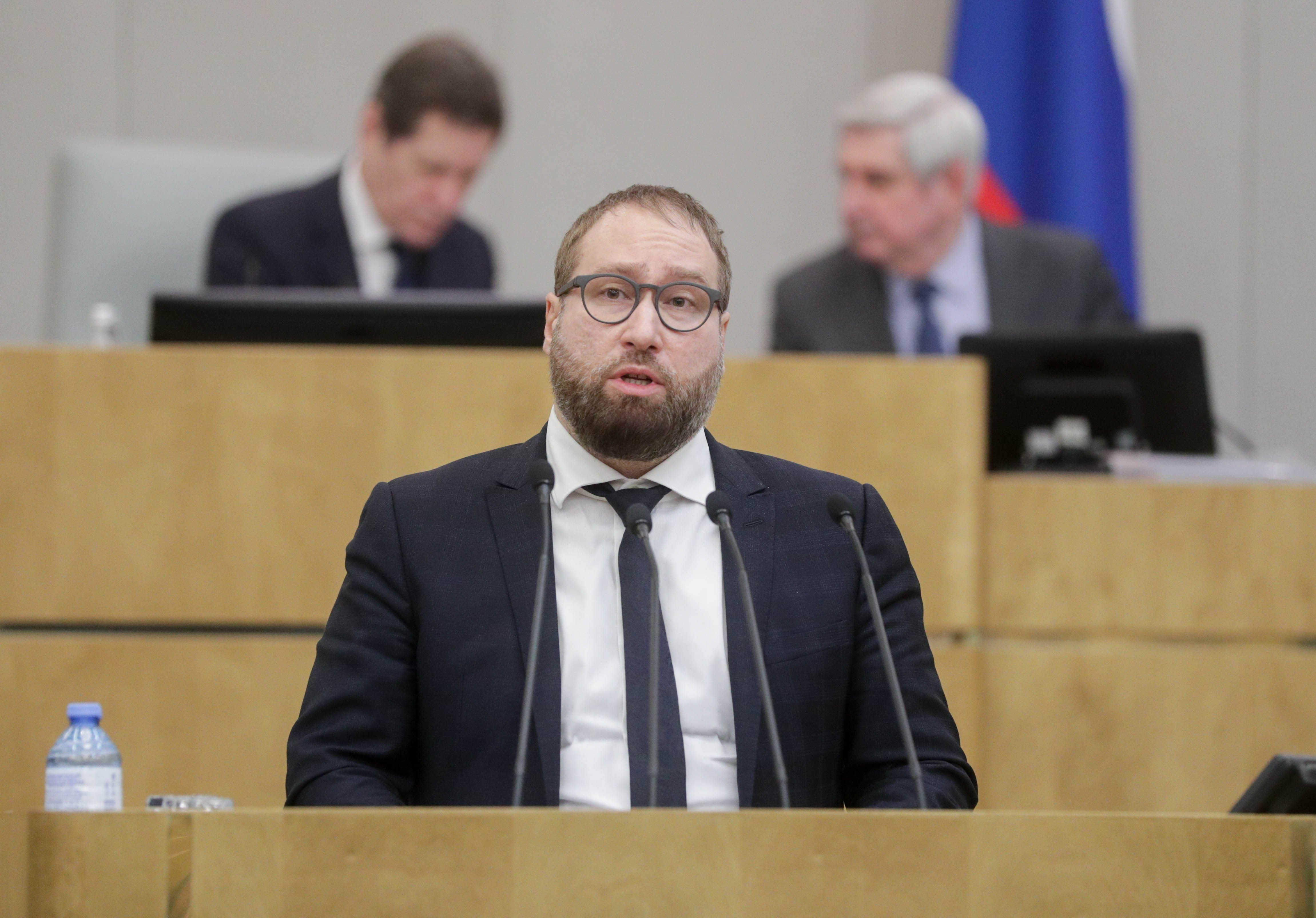
Антон Горелкин выступает в ГД РФ на пленарном заседании 09.12.2020

Летом 2016 года во время избирательной кампании по выборам в Государственную думу 7 созыва был включён в избирательный список партии «Единая Россия» под № 11 в региональной группе № 6 (Республика Алтай, Алтайский край, Кемеровская и Томская область). По итогам голосования, состоявшегося 18 сентября 2016 года, депутатский мандат не получил. Однако при распределении мандатов некоторые кандидаты, находившиеся в начале списка, отказались их принимать. В итоге 28 сентября 2016 года Горелкин получил мандат Евгения Чойнзонова (№ 9 в региональной группе № 6), директора Томского национального исследовательского медицинского центра Российской академии наук, который отказался от мандата. Баллотировавшаяся по № 10 Наталья Кувшинова получила мандат Амана Тулеева (№ 1).
В Госдуме Антон Горелкин вошёл во фракцию «Единая Россия».
В сентябре 2021 года избран депутатом Госдумы VIII созыва по Кемеровскому одномандатному избирательному округу № 101.
В основном инициативы Горелкина касаются вопросов информационной безопасности и защиты персональных данных, при этом поддерживаются правительственные инициативы в данных областях. В 2017—2024 годах как депутат Госдумы выступил автором и соавтором 54 законодательных инициатив и поправок к проектам федеральных законов.
26 июля 2019 года внес в Государственную Думу законопроект, налагающий ограничение на иностранное владение в интернет-ресурсах, признанных значимыми в России. В комментариях СМИ отмечалось, что законопроект направлен в первую очередь на деятельность «Яндекса». Это привело к падению котировок акций компании «Яндекс» на 8,7 % на NASDAQ. В компаниях «Мегафон» и «Mail.ru Group» выразили мнение, что законопроект не может быть принят в данной редакции.
11 октября 2019 года стоимость акций «Яндекса» на Московской бирже за один день упала на 20,3 %. По мнению экспертов, главной причиной обвала стоимости компании «Яндекс» стал законопроект, инициированный депутатом Госдумы Антоном Горелкиным, которым предлагается ограничить долю иностранных владельцев в таких компаниях двадцатью процентами. Падение стоимости «Яндекса» началось после того, как 10 октября комитет Госдумы по информационной политике начал обсуждение этого законопроекта.
31 марта 2020 года газета Коммерсантъ опубликовала статью «Трафик иностранных ресурсов могут ограничить», где утверждается, что депутат Горелкин в своих письмах Федеральной антимонопольной службе и Минкомсвязи предложил обязать российских интернет-провайдеров на время карантина, вызванного распространением COVID-19 в России, закрепить предоставление приоритета трафику отечественных онлайн-сервисов и зарубежных ресурсов, которые исполняют российское законодательство. По мнению газеты, данная инициатива может коснуться Facebook, Twitter, Telegram и других.
В феврале 2021 года Антон Горелкин, выступая на форуме Cyber Security Day, объявил о планах по законодательному регулированию правил работы рекомендательных сервисов социальных сетей и аудиовизуальных платформ.
В конце 2022 года газета Коммерсантъ опубликовала статью «Рекомендации решено оставить без послаблений», где утверждалось, что Антон Горелкин разработал законопроект, предусматривающий возможность отключения пользователем рекомендательных алгоритмов цифровых платформ и приложений. В статье приводилась оценка потерь отрасли от нового регулирования — 100 млрд руб. в год. В результате широкого общественного обсуждения текст законопроекта скорректировали. Горелкин согласился с доводами отрасли о том, что возможность отключения механизма рекомендаций повлияет на инновационность и конкурентоспособность сервисов, но настаивал на необходимости раскрытия принципов работы рекомендательных алгоритмов и публикации перечня собираемых данных о пользователях.
В июне 2023 года законопроект о рекомендательных сервисах был внесен в Государственную Думу, принят в трех чтениях и с 1 октября 2023 года вступил в силу.
В июне 2022 года в Госдуму внесён законопроект, с предложением ограничить долю владения иностранными компаниями онлайн-сервисами по размещению объявлений уровнем в 20 %. Инициатором ограничений выступил депутат Горелкин. В свою очередь компания «Авито» направила письмо главе комитета Госдумы по информационной политике Александру Хинштейну с просьбой не принимать законопроект в текущем виде, объяснив это возможным «вынужденным поспешным отчуждением долей» и «риску поглощения конкурентами». В декабре закон был принят с поправками, учитывающими позицию отрасли.
В начале июня 2021 года Антон Горелкин отправил запрос исполнительному директору Фонда Викимедиа, в котором попросил прояснить будущее Википедии её российским пользователям. Горелкин заявил, что энциклопедию не признают «иностранным агентом», если компания откроет офис в России.
11 апреля 2022 года обратился с открытым письмом к председателю Фонда Викимедиа Джимми Уэйлсу, в котором попросил пресечь участие Википедии «в информационных войнах».
29 октября 2023 года призвал убрать из результатов поисковых сайтов ссылки на «Википедию».
В ноябре 2022 года в Госдуму внесён законопроект, регулирующий процедуру майнинга цифровых валют и их последующую продажу, одним из инициаторов которого стал Горелкин. В апреле 2024 года законопроект был значительно доработан и принят Госдумой в первом чтении в июле 2024 года. Закон разрешил добывать криптовалюту индивидуальным предпринимателям и юрлицам, зарегистрированным в специальном реестре Федеральной налоговой службы. Физлица, согласно закону, могут добывать криптовалюту без включения в реестр, но в пределах лимитов энергопотребления, установленных регионами.
В декабре 2024 года Антон Горелкин внёс в Госдуму законопроект «О деятельности по разработке и распространению видеоигр на территории Российской Федерации». 20 января 2025 года для обсуждения этого законопроекта в Госдуме была создана межведомственная рабочая группа. В её состав вошли не только депутаты, но представители видеоигровой отрасли, многие из которых настроены вместе с законодателями создать комфортное регулирование.

### Общественная деятельность
В марте 2019 года Антон Горелкин вошёл в состав регионального штаба Общероссийского народного фронта (ОНФ) в Кемеровской области.
В июле 2023 года был избран председателем правления РОЦИТ, старейшей общественной организации Рунета.

## Публикации

### Статьи
- Горелкин А. В. Устойчивое развитие Кемеровской области: теоретико-методологические проблемы выделения показателей и опыт оценки// Вестник КемГУ. Серия «Политические науки и социология». — 2014. — № 4 (60) Т. 4.[36]
- Горелкин А. В., Пфетцер А. А., Зеленин А. А. Политическая социализация «провинциальной» молодёжи: информационная поддержка ценностного самоопределения в системе технологий содействия ценностному развитию// Вестник КемГУ. Серия «Политические науки и социология». — 2015. — № 3 (63) Т.3.[37]
- Горелкин А. В. Молодёжь как субъект обеспечения устойчивого развития российского общества и национальной безопасности России// Вестник КемГУ. Серия «Политические науки и социология». — 2015. — № 2 (62) Т. 2.[38]
- Горелкин А. В. Особенности информационного пространства и массовокоммуникационные предпочтения молодёжи Кемеровской области как фактор разработки региональной модели информационной безопасности// Международный научный журнал «Инновационная наука». — 2015. — № 8.[39]

### Книги
- Шалакин Г. Т., Горелкин А. В. Кузбасс строкой ИТАР-ТАСС. Выпуск 4. — 2008.[40]
- Горелкин А. В. Северный Кузбасс: прошлое, настоящее, будущее. Краткий справочник. — 2021.[41][первичный источник]

## Санкции
За поддержку российской агрессии и нарушения территориальной целостности Украины во время российско-украинской войны находится под персональными санкциями разных стран.
- С 23 февраля 2022 года внесён в санкционные списки стран Евросоюза за действия и политику, которые подрывают территориальную целостность, суверенитет и независимость Украины и ещё больше дестабилизируют Украину[44][45].
- С 24 февраля 2022 года включён в санкционный список Канады «близких соратников режима» за голосование о признании независимости «так называемых республик в Донецке и Луганске»[46][47].
- С 25 февраля 2022 года находится под санкциями Швейцарии[48].
- С 26 февраля 2022 года находится под санкциями Австралии[48].
- С 11 марта 2022 года находится под санкциями Великобритании[48].
- С 24 марта 2022 года, на фоне вторжения России на Украину, включён в санкционный список США за «соучастие в войне Путина» и «поддержку усилий Кремля по вторжению в Украину»[49][50][51], Госдеп США заявил что депутаты Госдумы используют свои полномочия для преследования инакомыслящих и политических оппонентов, нарушают свободу информации, ограничивают права человека и основные свободы граждан России[52][53].
- С 12 апреля 2022 года находится под санкциями Японии[48]
- С 3 мая 2022 года находится под санкциями Новой Зеландии[48]
- Указом президента Украины Владимира Зеленского от 7 сентября 2022 находится под санкциями Украины[48].

## Семья
Двое детей.

## Награды и премии
- Почетная грамота Правительства Российской Федерации (2024)[54][55][56]
- Премия «Цифровой юрист года» в номинации «За вклад в развитие законодательства в области цифрового права» (2023)[57].
- Медаль ордена «За заслуги перед Отечеством» II степени (2021)[58][55][56]